# Patogénesis
La patogénesis o patogenia es el proceso por el cual se desarrolla una enfermedad o trastorno. Puede incluir factores que contribuyen no solo a la aparición de la enfermedad o trastorno, sino también a su progresión y mantenimiento. La palabra proviene del griego πάθος pathos 'sufrimiento, enfermedad' y γένεσις genesis 'creación'.

## Descripción
Los tipos de patogenia incluyen infección microbiana, inflamación, malignidad y destrucción de tejido. Por ejemplo, la patogénesis bacteriana es el proceso por el cual las bacterias causan enfermedades infecciosas.
La mayoría de las enfermedades son causadas por múltiples procesos. Por ejemplo, determinados cánceres surgen por disfunción del sistema inmunitario (tumores de piel y linfoma tras un trasplante renal, que requiere inmunosupresión).
Los mecanismos patogénicos de una enfermedad (o condición) son puestos en marcha por las causas subyacentes, que si se controlan permitirían prevenir la enfermedad. A menudo, una causa potencial se identifica mediante observaciones epidemiológicas antes de que se pueda establecer un vínculo patológico entre la causa y la enfermedad. La perspectiva patológica puede integrarse directamente en un enfoque epidemiológico en el campo interdisciplinario de la epidemiología patológica molecular. La epidemiología patológica molecular puede ayudar a evaluar la patogenia y la causalidad mediante la vinculación de un factor de riesgo potencial con las firmas patológicas moleculares de una enfermedad. Así, el paradigma de la epidemiología patológica molecular puede avanzar en el área de la inferencia causal.

## Otras lecturas
- Avian influenza: etiology, pathogenesis, and interventions. Hauppauge, NY: Nova Science Publishers. 2009. ISBN 978-1-60741-846-7.

- Datos: Q372016
- Multimedia: Pathogenesis / Q372016